# Catasigerpes zernyi
Catasigerpes zernyi är en bönsyrseart som beskrevs av Max Beier 1942. Catasigerpes zernyi ingår i släktet Catasigerpes och familjen Hymenopodidae. Inga underarter finns listade i Catalogue of Life.